# Malle Sogn
Malle Sogn er et sogn i Vesthimmerlands Provsti (Viborg Stift).
Bjørnsholm Sogn havde i 1800-tallet Vitskøl Kloster som sognekirke og Malle Sogn som anneks. I 1917 blev Bjørnsholm Sogn delt: Ranum Sogn blev udskilt, og resten ændrede navn til Overlade Sogn. Ranum og Malle, der begge hørte til Slet Herred i Aalborg Amt, dannede Ranum-Malle sognekommune. Den blev ved kommunalreformen i 1970 indlemmet i Løgstør Kommune, der ved strukturreformen i 2007 indgik i Vesthimmerlands Kommune.
I Malle Sogn findes Malle Kirke.
I sognet findes følgende autoriserede stednavne:
- Brøttrup (bebyggelse, ejerlav)
- Lendrup (bebyggelse, ejerlav)
- Lendrup Huse (bebyggelse)
- Lendrup Sandø (areal, ejerlav)
- Lendrup Strand (bebyggelse)
- Malle (bebyggelse, ejerlav)
- Malle Hedegårds Mark (bebyggelse)
- Malle Høje (areal)
- Svenstrup (bebyggelse)
- Vandsted (bebyggelse, ejerlav)